# Brenderup-Bogense-banen
Brenderup - Bogense var en lokal jernbanelinje på Nordfyn.

## Historie
Jernbanen blev taget i brug d. 5. december 1911 af Nordvestfyenske Jernbane (OMB) og kørte mellem Brenderup og Bogense. Banen lukkede d. 1. april 1966.

## Nuværende tilstand
Banen er fjernet helt, men de 2,5 km fra Brenderup til Holse er der anlagt en vandresti. Alle stationer langs denne linje eksisterer dog stadig.